# Grykianiszki
Grykianiszki – dawny folwark. Tereny, na których był położony, leżą obecnie na Litwie, w okręgu uciańskim, w rejonie wisagińskim.

## Historia
W dwudziestoleciu międzywojennym zaścianek a następnie folwark leżał w Polsce, w województwie nowogródzkim (od 1926 w województwie wileńskim), w powiecie brasławskim, w gminie Dryświaty.
Według Powszechnego Spisu Ludności z 1921 roku zamieszkiwało tu 16 osób, 11 było wyznania rzymskokatolickiego a 5 mojżeszowego. Jednocześnie 11 mieszkańców zadeklarowało polską przynależność narodową a 5 żydowską. Były tu 3 budynki mieszkalne. W 1931 zamieszkiwało tu 25 osób w 4 budynkach.
Miejscowość należała do parafii rzymskokatolickiej w Gajdach. Podlegała pod Sąd Grodzki w m. Turmont i Okręgowy w Wilnie; właściwy urząd pocztowy mieścił się w Dryświatach.